# Меланау (язык)
Меланау (индон. Bahasa Melanau) — один из австронезийских языков, распространён на северо-западе Калимантана. На меланау говорят представители одноимённого народа, проживающего по большей части в штате Саравак (Малайзия), в долине реки Раджанг, а также в Брунее.
По данным Ethnologue, количество носителей данного языка составляло 113 280 чел. в 2000 году.

## Классификация
В составе калимантанских языков меланау образует вместе с несколькими близкородственными идиомами отдельную ветвь в меланау-каджангской группе.
Используется в основном в домашнем общении, в деревенской местности. В его составе выделяют следующие диалекты: балингийский, бруитский, даладский, иганский, муках-оя, преханский, сарикейский, сегаханский, сегалангский и ситенгский. Балингийский диалект заметно отличается от других.

## Фонология

### Согласные
В языке меланау следующий набор согласных звуков:
|                      |             | Билабиальные | Корональные | Палатальные | Велярные | Увулярные | Глоттальные |
| -------------------- | ----------- | ------------ | ----------- | ----------- | -------- | --------- | ----------- |
| Взрывные и Аффрикаты | Глухие      | p            | t           | tʃ          | k        |           | ʔ           |
| Взрывные и Аффрикаты | Звонкие     | b            | d           | dʒ          | ɡ        |           |             |
| Фрикативные          | Фрикативные |              | s           |             |          |           | h, hʲ       |
| Назальные            | Назальные   | m            | n           | ɲ           | ŋ        |           |             |
| Латералы             | Латералы    |              | l           |             |          |           |             |
| Дрожащие             | Дрожащие    |              | r           |             |          | ʀ         |             |
| Полугласные          | Полугласные | w            |             | j           |          |           |             |

### Гласные
В меланау есть следующий набор гласных звуков:
|         | Передние | Средние | Задние |
| ------- | -------- | ------- | ------ |
| Верхние | i        |         | u      |
| Средние | ɛ        | ə       | ɔ      |
| Нижние  |          | a       |        |